# Vajk (keresztnév)
A Vajk régi magyar személynév, Szent István király pogány neve. Lehet, hogy a vaj szó kicsinyítőképzős alakja, de lehet a török eredetű Baj személynév kicsinyítő képzős változata is. A Baj jelentése gazdag, bő.
A mondottakkal félig-meddig szemben áll pl. Balassa Zoltán véleménye. Nevezett szerint a Vajk név török eredetű. Eredeti formája Bajik, jelentése pedig: Igaz ember.

## Gyakorisága
Az 1990-es években igen ritka név, a 2000-es években nem szerepel a 100 leggyakoribb férfinév között.

## Névnapok
- augusztus 20.[2]

## Híres Vajkok
- Szent István
- Hunyadi Vajk, Hunyadi János édesapja
- Szente Vajk, színész

## Egyéb Vajkok
- Vajk (szk. Vajka nad Žitavou), Vajkmártonfalva része
- Vajka (szk. Vojka nad Dunajom), Szlovákia, Nagyszombati kerület, Dunaszerdahelyi járás
- Vajkmártonfalva (szk. Lúčnica nad Žitavou), Szlovákia, Nyitrai kerület, Nyitrai járás
- Tarcavajkóc (szk. Vajkovce), Vajkóc: község Szlovákiában, a Tarca folyó partján, Kassától ÉK-re.[6]
- Temesvajkóc (szerb: Vlajkovac, román: Vlăicoveţ, Vlajkovec): község Szerbiában, a Vajdaságban, a Bánság D-i részén, Versectől DNy-ra.[6]
- Vajkóc (szk. Kapušianske Vojkovce): község Szlovákiában, az Ung folyó bal parti síkságán, Nagykapostól ÉK-re.[7]
- Vajkvágása (szk. Valkovce, Valykóc): község Szlovákiában, az Erdős-Kárpátok D-i részén, Girálttól É-ra.[7]